# Lucky Kids – Kinderchor der Rheinischen Musikschule
Lucky Kids ist ein Kinderchor der Rheinischen Musikschule in Köln. Er wurde 1998 von Chorleiter Michael Kokott gegründet. Mit 100 Chormitgliedern im Alter zwischen sieben und 17 Jahren zählt der Chor zu den größten und erfolgreichsten Kinderchören Deutschlands.
Auftritte im deutschen Fernsehen machten die Lucky Kids bekannt, unter anderem bei der Bambi-Verleihung, beim RTL-Spendenmarathon, in den Sendungen Bares für Rares, Die Bülent Ceylan Show, Die schönsten Weihnachts-Hits, Die ultimative Chartshow, Frag doch mal die Maus, Heiligabend mit Carmen Nebel, Schlagerboom, TV total, Willkommen bei Carmen Nebel, X Factor, ZDF-Fernsehgarten, ZDF Magazin Royale und 20xx – Das Quiz.
Zu den Titeln Geboren um zu leben, Winter und Die Weisheiten des Lebens von Unheilig, Spinner von Revolverheld, Liebe gewinnt von Brings, Zusammensein von Hape Kerkeling, An Angel von Anastacia, Niemandsland von Thomas Godoj, Weltmeister von Elton vs. Peilomat und Noh Zahle mohle von BAP steuerten die Lucky Kids die Chorgesänge bei. Für die Mitwirkung bei Unheilig wurde der Chor mehrfach mit Platin- und Goldenen Schallplatten ausgezeichnet.
Ehemalige Mitglieder haben ihre Gesangskarriere fortgesetzt, unter anderem beim Kölner Jugendchor Sankt Stephan und bei den deutschen Castingshows Big in America, Deutschland sucht den Superstar und X Factor. Das ehemalige Mitglied Christoph Watrin war von 2005 bis 2008 Sänger der Boyband US5. Das ehemalige Mitglied Lukas Kenfenheuer ist einer der Hauptdarsteller bei Harry Potter und das verwunschene Kind in Hamburg.